# Peter und Paul reisen ins Schlaraffenland
Peter und Paul reisen ins Schlaraffenland är en barnoperett i ett förspel och fem bilder med musik av Franz Lehár och libretto av Fritz Grünbaum och Robert Bodanzky. Premiären ägde rum den 1 december 1906 på Kabarett Hölle i källaren till Theater an der Wien.

## Historia
Denna barnoperett var Lehars första verk efter världssuccén med Glada änkan 1905. Han hade tänkt sig ett verk för barn liknande Engelbert Humperdincks sagoopera Hans och Greta. Men Lehars barnoperett kunde inte mäta sig med dennas framgång. Den framförs av och till i mindre uppsättningar för och av barn. Verket var det första av fyra Lehárstycken som hade premiär i källaren till Theater an der Wien, den så kallade Kabarett Hölle. De andra verken var Mitislaw der Moderne (1907), Rosenstock und Edelweiss (1912) samt Frühling (1922).

## Personer
- Laborosa, en god Fe
- Schlendrianus, den elaka anden
- Kneipp, skomakaren
- Emerentia, hans hustru
- Karlchen och Ännchen, deras barn
- Peter och Paul, Kneipps elever
- Lorenz Kipfl, krögare
- Schlampamprius, Kung av Schlaraffen
- Galathee, hans drottning
- Pimpfl och Pampfl, Schlaraffenministrar

## Handling
De två lata eleverna Peter och Paul rymmer från sin lärare, skomakaren Kneipp och hans grälsjuka hustru. På en krog hör de om landet Schlaraffenland, där de Lata högaktas. De bestämmer sig för att resa dit och anländer vid midnatt. De erbjuds medborgarskap om de lyckas vinna en tävling i att äta mat. De går med på det först men bestämmer sig sedan för att rymma. Kungen i landet förföljer dem, åtföljda av den elaka anden Schlendrianus. Men den goda fen Laborosa lyckas rädda dem och på Julaftonskvällen återvänder de hem till skomakaren och hans hustru, vilka har längtat efter dem.

## Musiknummer
- Der faule Schlendrian (Kinderlied)
- Klopf, klopf, klopf (Kinderlied)
- Wiegenlied (Kinderlied)
- Soldatenspiel (Kinderlied)
- Blinde Kuh (Kinderlied)
- Das Schaukelpferd (Kinderlied)
- Christkindlein (Kinderlied)
- Trommler oder Defeliermarsch
- Schaukelpolka
- Mohnblumenwalzer
- Ballett
- Honignymphen- Walzer
- Lebkuchen-Polka
- Akrobaten-Galopp
- Ferkel-Tanz
- Glückspilz-Gavotte

### Allmänna källor
- Norbert Linke: Franz Lehar. Rororo-Verlag, Reinbek bei Hamburg 2001, s. 49